# Avena murphyi
Avena murphyi là một loài thực vật có hoa trong họ Hòa thảo. Loài này được Ladiz. mô tả khoa học đầu tiên năm 1971.